# Občina Bohinj
Občina Bohinj (slovinsky Občina Bohinj, německy Gemeinde Wochein) je jednou z 212 občin ve Slovinsku. Nachází se v Hornokraňském regionu na území historického Kraňska. Občinu tvoří 24 sídel, její rozloha je 333,7 km² a k 1. lednu 2017 zde žilo 5 149 obyvatel. Správním střediskem občiny je Bohinjska Bistrica.

## Členění občiny
Občina se dělí na sídla:
- Bitnje
- Bohinjska Bistrica
- Bohinjska Češnjica
- Brod
- Goreljek
- Gorjuše
- Jereka
- Kamnje
- Koprivnik v Bohinju
- Laški Rovt
- Lepence
- Log v Bohinju
- Nemški Rovt
- Nomenj
- Podjelje
- Polje
- Ravne v Bohinju
- Ribčev Laz
- Savica
- Srednja vas v Bohinju
- Stara Fužina
- Studor v Bohinju
- Ukanc
- Žlan